# Partido Socialista (Países Bajos)
El Partido Socialista (neerlandés: Socialistische Partij, SP) es un partido político socialista neerlandés. Es el tercer mayor partido de los Países Bajos por número de militantes y el quinto por representación parlamentaria.
El SP fue fundado en 1971 como partido maoísta, con el nombre de Partido Comunista de los Países Bajos/Marxista-Leninista (Kommunistiese Partij Nederland/Marxisties-Leninisties, KPN/ML), como escisión pro-china del Movimiento Comunista Unitario de los Países Bajos (Kommunistiese Eenheidsbeweging Nederland). En 1972 el partido cambió su nombre por el de Socialistiese Partij (Partido Socialista), con la ortografía fonética común en los círculos progresistas. En 1993 se adoptó la grafía convencional Socialistische Partij.
El partido rápidamente buscó el diálogo con las componentes sociales más diversas. En 1991 el partido finalmente abandonó el marxismo-leninismo y en 1994 eligió a su primer miembro del parlamento. En los años 1990 el PvdA, de ideología socialdemócrata, se movieron hacia el centro lo que permitió al PS y la Izquierda Verde una mayor visibilidad. La oposición a los gobiernos púrpura de Wim Kok (coalición del PvdA «rojo» y VVD y D66 «azules») permitió al PS obtener cinco escaños en 1998 y un asiento en las elecciones europeas de 1999. 
El apoyo para los socialistas han ido en aumento en las competiciones posteriores. En las elecciones de 2003 el partido obtuvo nueve escaños, pasando del 5,9% al 6,3%. En las elecciones europeas de 2004 obtuvieron dos escaños. El PS fue el partido de izquierda que más luchó en contra de la Constitución Europea en el referéndum que impidió su ratificación.
La batalla en contra de la Constitución Europea, así como una campaña centrada en la lucha contra la influencia fundamentalista hacia la comunidad islámica holandesa, la negativa a enviar contingentes militares en las misiones de la OTAN, la fuerte crítica de las políticas económicas del gobierno saliente, recompensó enormemente al partido en las elecciones de 2006. El partido, de hecho, pasó del 6,3 al 16,6% de los votos, obteniendo 25 escaños en la Cámara Baja y posicionándose como la tercera fuerza en el país, detrás de Llamada Democristiana (CDA) (41 escaños) y el PvdA (33 escaños). A pesar de los buenos resultados, el partido se mantuvo en la oposición, esta vez de un gobierno que contó con la participación de la CDA, el PvdA y la Unión Cristiana. 
En las legislativas de 2010 marcó un descenso brusco para el partido (un -7,7%), quedándose como quinta fuerza del parlamento con un gobierno en minoría, compuesto por el VVD y CDA, con el apoyo externo del PVV, que caería en 2012.
El Partido Socialista cuenta con un electorado más obrero que el PvdA y la Izquierda Verde.

## Resultados electorales
| Año  | Votos          | %     | Resultado | +/- | Gobierno           |
| ---- | -------------- | ----- | --------- | --- | ------------------ |
| 1977 | 24.420 (#15)   | 0,29  | 0/150     |     | Extraparlamentario |
| 1981 | 30.380 (#13)   | 0,35  | 0/150     |     | Extraparlamentario |
| 1982 | 44.959 (#13)   | 0,55  | 0/150     |     | Extraparlamentario |
| 1986 | 32.144 (#12)   | 0,4   | 0/150     |     | Extraparlamentario |
| 1989 | 38.829 (#10)   | 0,44  | 0/150     |     | Extraparlamentario |
| 1994 | 118.768 (#11)  | 1,32  | 2/150     | 2   | Oposición          |
| 1998 | 303.703 (#6)   | 3,53  | 5/150     | 3   | Oposición          |
| 2002 | 560.447 (#6)   | 5,90  | 9/150     | 4   | Oposición          |
| 2003 | 609.723 (#4)   | 6,32  | 9/150     | 0   | Oposición          |
| 2006 | 1.630.803 (#3) | 16,58 | 25/150    | 16  | Oposición          |
| 2010 | 924.696 (#5)   | 9,82  | 15/150    | 10  | Oposición          |
| 2012 | 909.853 (#4)   | 9,7   | 15/150    | 0   | Oposición          |
| 2017 | 955.633 (#6)   | 9,1   | 14/150    | 1   | Oposición          |
| 2021 | 623.371 (#5)   | 5,98  | 9/150     | 5   | Oposición          |
| 2023 | 328.225 (#8)   | 3,15  | 5/150     | 4   | Oposición          |